# Przejście graniczne Szczecin Gumieńce-Tantow
Przejście graniczne Szczecin Gumieńce-Tantow – istniejące do 2007 polsko-niemieckie kolejowe przejście graniczne położone w województwie zachodniopomorskim, w powiecie polickim, w gminie Kołbaskowo.

## Opis
Przejście graniczne Szczecin Gumieńce-Tantow z miejscem odprawy granicznej po stronie polskiej na stacji kolejowej Szczecin Gumieńce i po stronie niemieckiej na stacji kolejowej Tantow oraz na trasie przejazdu pociągu Szczecin Gumieńce–Tantow, czynne było całą dobę. Dopuszczone było przekraczanie granicy dla ruchu osobowego i towarowego oraz mały ruch graniczny. Kontrolę graniczną osób, towarów i środków transportu wykonywała kolejno: Graniczna Placówka Kontrolna Straży Granicznej w Szczecinie-Porcie, Graniczna Placówka Kontrolna Straży Granicznej w Kołbaskowie, Placówka Straży Granicznej w Kołbaskowie.
21 grudnia 2007 na mocy układu z Schengen przejście graniczne zostało zlikwidowane.

### Przejście graniczne z NRD
W okresie istnienia Niemieckiej Republiki Demokratycznej (NRD) funkcjonowało w tym miejscu polsko-niemieckie kolejowe przejście graniczne Szczecin Gumieńce-Tantow. Czynne było całą dobę. Dopuszczone było przekraczanie granicy dla ruchu osobowego i towarowego. Kontrolę graniczną osób, towarów i środków transportu wykonywała kolejno: Graniczna Placówka Kontrolna Rosówek, Graniczna Placówka Kontrolna Szczecin-Gumieńce.

## Galeria

Przejście graniczne Szczecin Gumieńce-Tantow
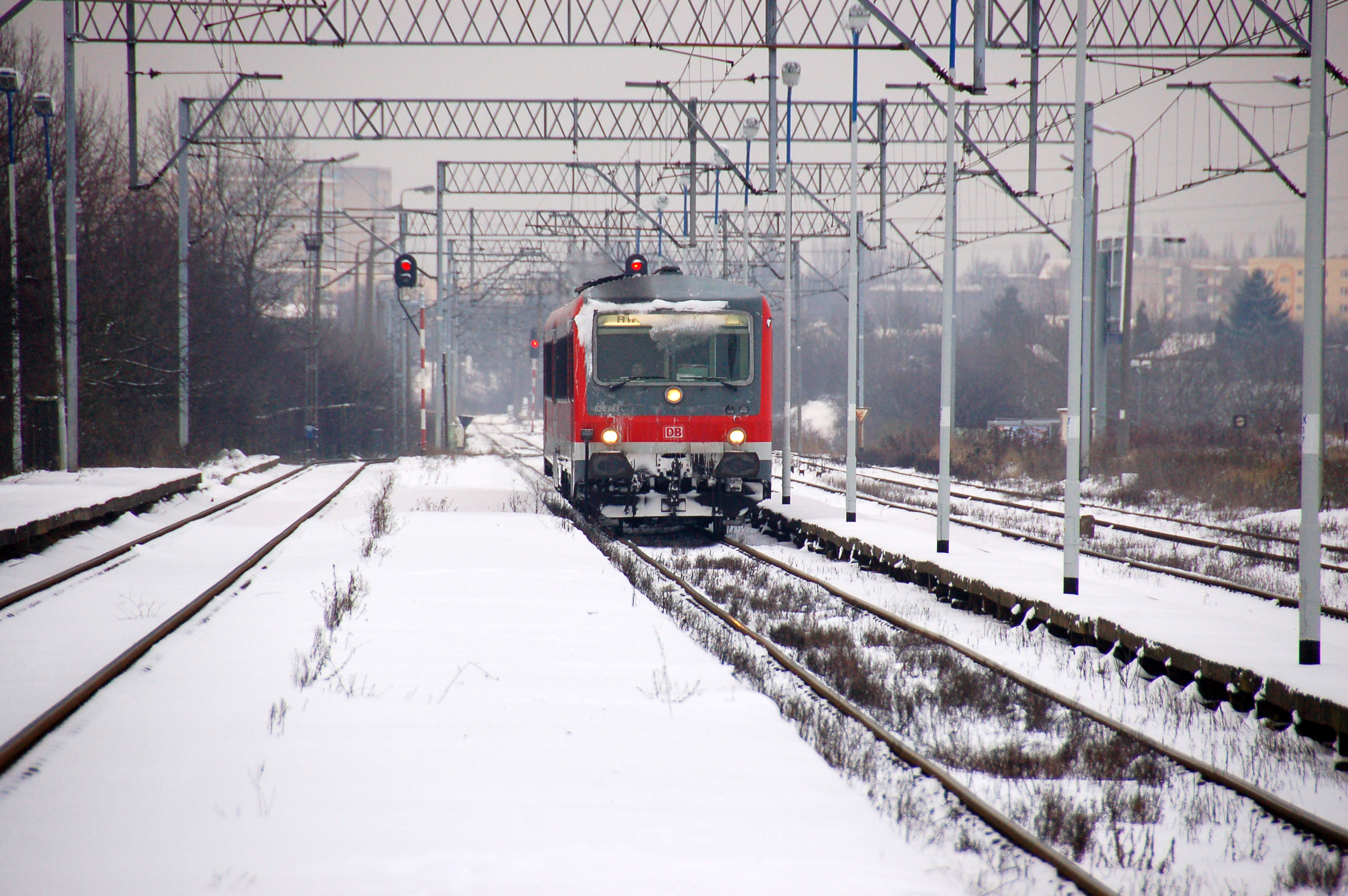
Stacja kolejowa Szczecin Gumieńce – miejsce odprawy granicznej po stronie RP (grudzień 2010)
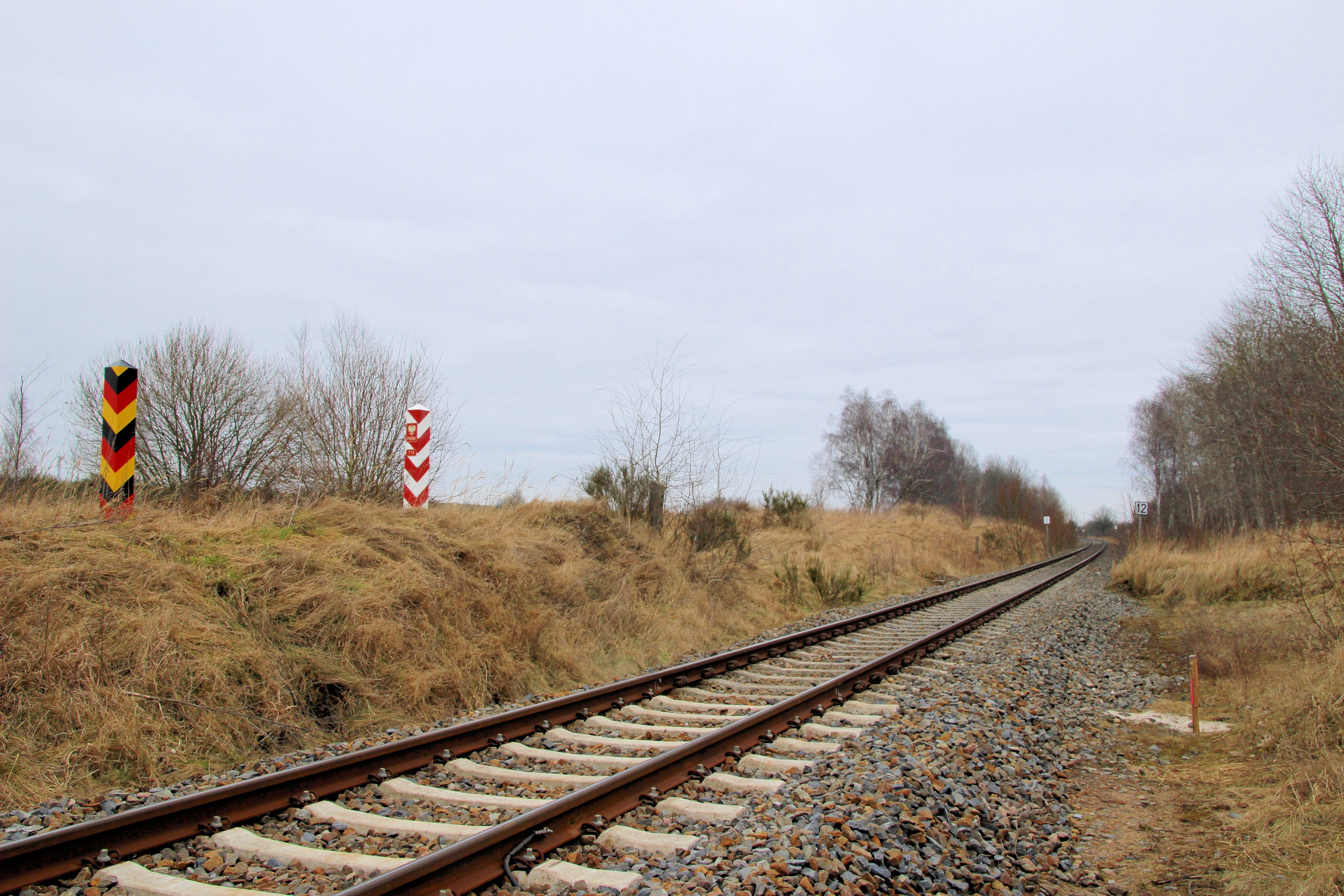
Polski i niemiecki znak gran. nr 770 (luty 2018)
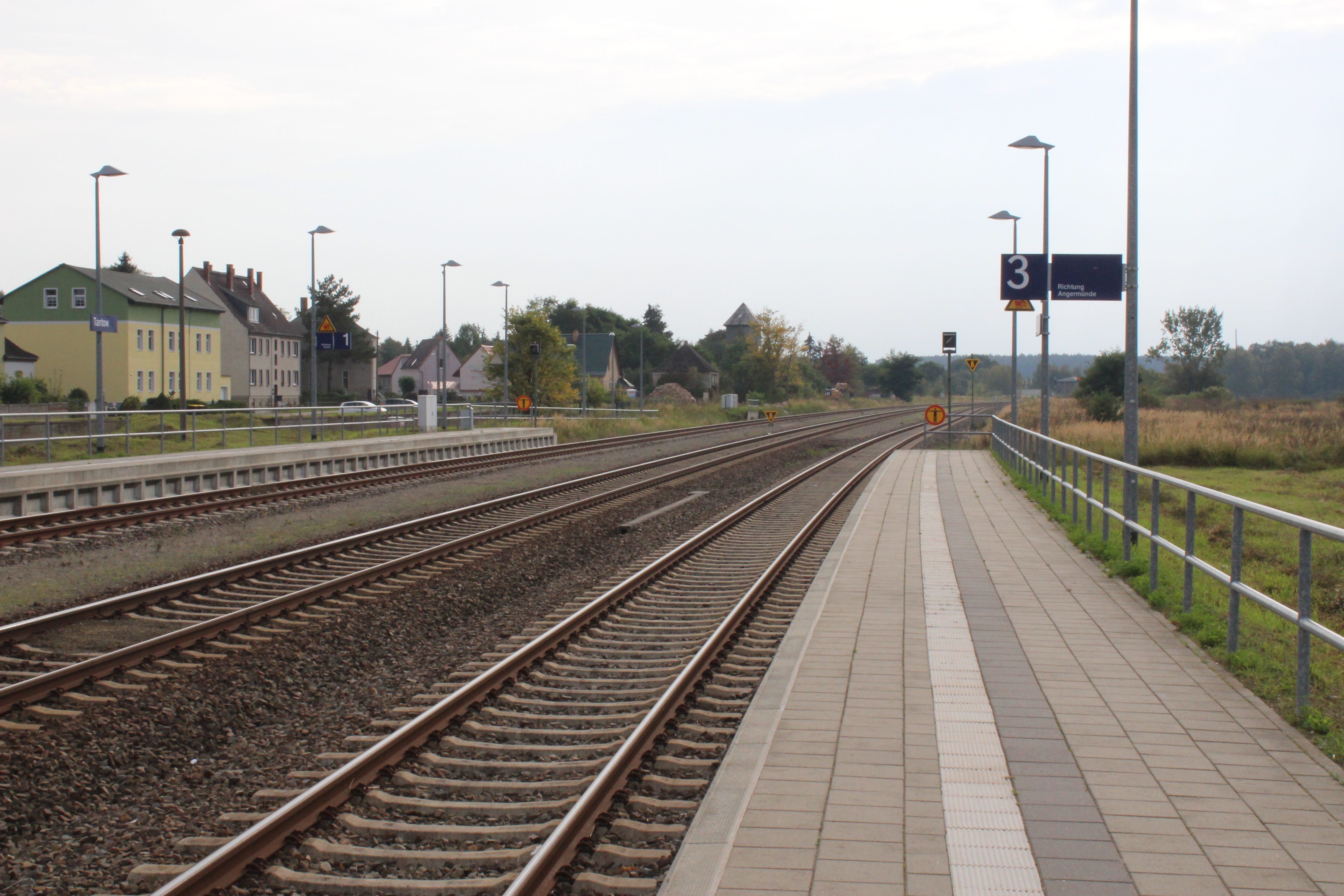
Stacja kolejowa Tantow – miejsce odprawy granicznej po stronie RFN (wrzesień 2017)